# 芸術高等学校
芸術高等学校（げいじゅつこうとうがっこう）とは、主に音楽、美術についての専門技術や知識を習得することを目的に、「音楽に関する学科」（音楽科）や「美術に関する学科」（美術科）が設置されている高等学校である。
なお、本項目では主として学校名に「芸術」を含む高等学校について解説する。「美術に関する学科」を設置する高等学校一般については「美術 (教科)#美術に関する学科」を、「音楽に関する学科」を設置する高等学校一般については日本の音楽科設置高等学校一覧を参照。

## おもな設置学科
多くの芸術高等学校で設置されている学科には、次のようなものがある。
- 美術科…油彩画、日本画、彫刻、デザインなどの専攻分野がある
- 音楽科…声楽、ピアノ、管楽器、弦楽器、打楽器、作曲などの専攻分野がある
- 書道科
- 舞台表現科、演劇科…演劇、舞踊などの専攻分野がある

## 芸術高等学校の例
- 北海道芸術高等学校（普通科コース制）
- 埼玉県立芸術総合高等学校（美術科、音楽科、映像芸術科、舞台芸術科）
- 東京都立総合芸術高等学校（美術科、舞台表現科、音楽科）
- 京都芸術高等学校（美術科）
- 大分県立芸術緑丘高等学校（音楽科、美術科）
- りら創造芸術高等学校（普通科コース選択）